# Südlengern (Kirchlengern)
Südlengern ist ein Ortsteil der Gemeinde Kirchlengern im Kreis Herford, im Nordosten Nordrhein-Westfalens. Im Westen schließt sich der gleichnamige Bünder Stadtteil Südlengern an. Zur Unterscheidung der beiden Orte wird der Ortsteil Kirchlengerns auch Südlengern-Dorf genannt; der Bünder Stadtteil Südlengern-Heide. Bis 1968 bildeten beide Teile eine gemeinsame selbstständige Gemeinde im Landkreis Herford. 1969 wurde die Altgemeinde im Zuge der Kommunalreform zwischen Bünde und Kirchlengern aufgeteilt.

## Lage
Im Norden begrenzt der Fluss Else den Ortsteil. Im Westen grenzt Südlengern-Dorf an Bünde-Südlengern, im Osten an Kirchlengern, im Süden an Hiddenhausen-Eilshausen. Im Süden von Südlengern-Dorf liegt der Reesberg. Die Elseaue ist als Naturschutzgebiet ausgewiesen.

## Geschichte
Südlengern wurde im 12. Jahrhundert gegründet. Bis zur kommunalen Neugliederung 1969 war Südlengern eine selbstständige Gemeinde. Dieser Gemeinde gehörten  sowohl Südlengern-Dorf als auch Südlengern-Heide an. Am 1. Januar 1969 wurde das Gemeindegebiet zwischen Bünde und Kirchlengern aufgeteilt.

## Bevölkerung
Südlengern-Dorf hat rund 3.100 Einwohner.

## Religion
Die evangelisch-lutherische Lutherkirche ist zusammen mit der Versöhnungskirche in Bünde-Südlengern und weiteren Kirchen in Bünde seit 2007 dem gemeinsamen Pfarrbezirk ev.-luth. Lydia-Kirchengemeinde Bünde zugeordnet. Ein Schwerpunkt der Arbeit der Evangelischen Jugend Südlengern ist (u. a. neben verschiedenen Jungscharen) eine Gruppe der musikbezogenen christlichen Jugendarbeit Ten Sing.

## Regelmäßige Veranstaltungen
In Südlengern-Dorf findet jährlich das gut besuchte Feuerwehrfest Südlengern statt, das Publikum aus ganz Bünde und Kirchlengern anzieht.

## Bildung
Südlengern-Dorf verfügt über eine Grundschule.

## Persönlichkeiten
- Der Hauptgeschäftsführer der Bundesvereinigung der Deutschen Arbeitgeberverbände (BDA) und ehemalige MdB Dr. Reinhard Göhner lebt in Südlengern.
- 1925 wurde Heinrich Möhlmann in Südlengern geboren.